# Bunuri mobile din domeniul istorie clasate în patrimoniul cultural național al României aflate în județul Dolj
Acestă listă conține bunurile mobile din domeniul istorie clasate în Patrimoniul cultural național al României aflate la momentul clasării în județul Dolj.

## Tezaur
| Foto | Informații generale | Detalii tehnice | Descriere | Deținător                | Legături |
| ---- | ------------------- | --- | --- | ------------------------ | -------- |
|      | Brățară             | Datare: A doua jumătate a secolului al XVI-lea Școală: Necunoscut Descoperit: jud. Mehedinți, com. Drobeta Turnu Severin, Dudașu Schelei, Via Fermei nr. 9 I.A.S Dimensiuni: G=43,97 g Material: aur, batere, turnare, incizare, răsucire, împletire | Fragmente de brățară, caracterizată prin împletirea a patru sârme cu spații libere între ele, din care s-au păstrat numai cele două capete fără plăcuțele care le acopereau prin sudare. Alte fragmente sunt bucăți simple din sârmă de aur, probabil de la aceeași brățară. | Muzeul Olteniei, Craiova | Cimec    |
|      | Brățară             | Datare: A doua jumătate a secolului al XVI-lea Școală: Necunoscut Descoperit: jud. Mehedinți, com. Drobeta Turnu Severin, Dudașu Schelei, Via Fermei nr. 9 I.A.S Dimensiuni: L=36,8 cm; G=0,95 g Material: aur, batere, turnare, incizare            | Plăcuță sub formă de palmetă, decorată cu incizii sub formă de "x" , care se afla probabil la brățara cu nr. inv. I 30504. | Muzeul Olteniei, Craiova | Cimec    |
|      | Brățară             | Datare: A doua jumătate a secolului al XVI-lea Școală: Necunoscut Descoperit: jud. Mehedinți, com. Drobeta Turnu Severin, Dudașu Schelei, Via Fermei nr. 9 I.A.S Dimensiuni: L = 36,5 mm; G = 1 g Material: aur, batere, turnare, incizare           | Plăcuță decorată prin incizarea unui desen floral, care reprezintă o împletire în forma unor spirale în "S" culcat, a unor lujeri, al căror capăt se termină cu o floare cu cinci petale.                                                                                    | Muzeul Olteniei, Craiova | Cimec    |
|      | Brățară             | Datare: A doua jumătate a secolului al XVI-lea Școală: Necunoscut Descoperit: jud. Mehedinți, com. Drobeta Turnu Severin, Dudașu Schelei, Via Fermei nr. 9 I.A.S Dimensiuni: L = 36,5 mm; G = 0,95 g Material: aur, batere, turnare, incizare        | Plăcuță decorată prin incizarea unui desen floral, care reprezintă o împletire în forma unor spirale în "S" culcat, a unor lujeri, al căror capăt se termină cu o floare cu cinci petale.                                                                                    | Muzeul Olteniei, Craiova | Cimec    |